# 西調布站
西調布站（日语：／ Nishi-chōfu eki */?）是一個位於東京都調布市上石原一丁目，屬於京王電鐵京王線的鐵路車站。車站編號是KO19。

## 年表
- 1916年9月1日，作為京王電氣軌道的車站啟用，最初名為上石原站。
- 1944年5月31日，京王與東京急行電鐵合併後，上石原站作為京王線的車站運行。
- 1948年6月1日，東急與京王帝都電鐵分拆，上石原站成為京王的車站。
- 1959年6月1日，改稱西調布站。
- 2011年1月16日，開始暫時採用跨站式站房，並且加裝升降機。
- 2013年2月22日，快速開始在西調布站停站，同日以KO19作為編號。

## 車站構造
為相對式月台2面2線的地面車站。跨站式站房於2011年1月16日啟用。付費區大廳與各月台間設有電梯與電扶梯，北口、南口與付費區外大廳設有電梯，南口設有電扶梯。
舊站房位於東端上行月台側。

### 月台配置
| 月台 | 路線   | 方向 | 目的地                                 |
| ---- | ------ | ---- | -------------------------------------- |
| 1    | 京王線 | 下行 | 京王八王子、高尾山口、多摩動物公園方向 |
| 2    | 京王線 | 上行 | 調布、明大前、笹塚、新宿、新宿線方向   |

## 使用情況
2016年度1日平均上下車人次為17,009人。
| 年度               | 1日平均 上下車人次 | 1日平均 上車人次 | 來源   |
| ------------------ | ------------------ | ---------------- | ------ |
| 1955年（昭和30年） | 4,239              |                  |        |
| 1960年（昭和35年） | 7,488              |                  |        |
| 1965年（昭和40年） | 13,982             |                  |        |
| 1970年（昭和45年） | 17,961             |                  |        |
| 1975年（昭和50年） | 16,690             |                  |        |
| 1980年（昭和55年） | 16,704             |                  |        |
| 1985年（昭和60年） | 17,086             |                  |        |
| 1990年（平成02年） | 18,876             | 9,274            | [ 4 ]  |
| 1991年（平成03年） | 19,268             | 9,432            | [ 6 ]  |
| 1992年（平成04年） |                    | 9,175            | [ 7 ]  |
| 1993年（平成05年） |                    | 8,844            | [ 8 ]  |
| 1994年（平成06年） |                    | 8,679            | [ 9 ]  |
| 1995年（平成07年） | 17,455             | 8,495            | [ 10 ] |
| 1996年（平成08年） |                    | 8,616            | [ 11 ] |
| 1997年（平成09年） |                    | 8,397            | [ 12 ] |
| 1998年（平成10年） |                    | 8,173            | [ 13 ] |
| 1999年（平成11年） |                    | 7,795            | [ 14 ] |
| 2000年（平成12年） | 16,205             | 7,882            | [ 15 ] |
| 2001年（平成13年） |                    | 7,704            | [ 16 ] |
| 2002年（平成14年） |                    | 7,534            | [ 17 ] |
| 2003年（平成15年） | 15,684             | 7,604            | [ 18 ] |
| 2004年（平成16年） | 15,782             | 7,663            | [ 19 ] |
| 2005年（平成17年） | 15,635             | 7,718            | [ 20 ] |
| 2006年（平成18年） | 15,293             | 7,732            | [ 21 ] |
| 2007年（平成19年） | 15,394             | 7,732            | [ 22 ] |
| 2008年（平成20年） | 15,336             | 7,707            | [ 23 ] |
| 2009年（平成21年） | 15,261             | 7,666            | [ 24 ] |
| 2010年（平成22年） | 15,380             | 7,723            | [ 25 ] |
| 2011年（平成23年） | 15,789             | 7,913            | [ 26 ] |
| 2012年（平成24年） | 15,924             | 7,978            | [ 27 ] |
| 2013年（平成25年） | 16,216             |                  |        |
| 2014年（平成26年） | 16,310             |                  |        |
| 2015年（平成27年） | 16,764             |                  |        |
| 2016年（平成28年） | 17,009             |                  |        |

## 車站周邊
北口是在古時屬舊甲州街道上石原宿（布田五宿之一）。車站與道路間有西調布站前通商店會及西調布一番街等商店街。南口則有JA MINDS西調布支店等所在的西調布南口商店街。
月台西端與中央自動車道交會，鄰近調布交流道。

### 設施、景點等
北口方向
- 源正寺 - 下石原1丁目。 ※太田道灌之弟太田資忠開山。
- 國立天文台三鷹園區（日语：国立天文台三鷹キャンパス） - 三鷹市大澤。
- 西光寺 - 上石原1丁目。 ※觀音三十三身像 - 市指定有形文化財。
- 清爽信用金庫（日语：さわやか信用金庫）調布支店 - 上石原1丁目。
- 調布IC - 富士見町1丁目。
- 調布上石原郵便局 - 上石原1丁目。
- 調布市立石原小學校（日语：調布市立石原小学校） - 富士見町1丁目。
- 調布市立調布中學校 - 富士見町4丁目。
- 調布飛行場 - 西町等。
- 東京都水道局（日语：東京都水道局）石原淨水所 - 上石原1丁目。
- 東京都水道局調布西町給水所 - 西町。
- 明治大學附屬明治中學校、高等學校（日语：明治大学付属明治中学校・高等学校） - 富士見町4丁目。
- 東京都道119號北浦上石原線（日语：東京都道119号北浦上石原線）（舊甲州街道（日语：旧甲州街道））
- 東京都道123號境調布線（日语：東京都道123号境調布線）（天文台通）
- 東京都道229號府中調布線（日语：東京都道229号府中調布線）（舊甲州街道）

南口方向
- JA MINDS西調布支店 - 上石原2丁目。
- 警視廳第七機動隊 - 上石原3丁目。
- 調布市立第五中學校（日语：調布市立第五中学校） - 上石原3丁目。
- 調布市立第三小學校 - 上石原2丁目。
- 調布市立飛田給小學校（日语：調布市立飛田給小学校） - 飛田給3丁目。
- 東寶調布運動公園 - 多摩川2丁目。
- 上石原之若宮八幡神社 - 下石原3丁目。
- 西調布格闘技競技場（日语：U-FILE CAMP） - 上石原2丁目。
- 品川通（日语：品川通り）
- 府中用水
- 多摩川

## 站名由來
車站開設時的站名「上石原」來自於當地地名。後隨著都市發展，改為現在的「西調布」。

## 相鄰車站
京王電鐵
 京王線
■特急、■準特急、■急行、■區間急行
通過
■快速、■各站停車
調布（KO18）－西調布（KO19）－飛田給（KO20）

## 外部連結
- 西調布 - 京王電鐵

35°39′25.4″N 139°31′48.8″E / 35.657056°N 139.530222°E